# Douăzeci și șase și una
„Douăzeci și șase și una” (în rusă Двадцать шесть и одна, transliterat: Dvadțat șest i odna) este o povestire din 1899 a scriitorului rus Maxim Gorki.